# Armando Araiza
Armando Araiza, né le 1er septembre 1969, est un acteur mexicain de télévision.